# Evolução dos cetáceos

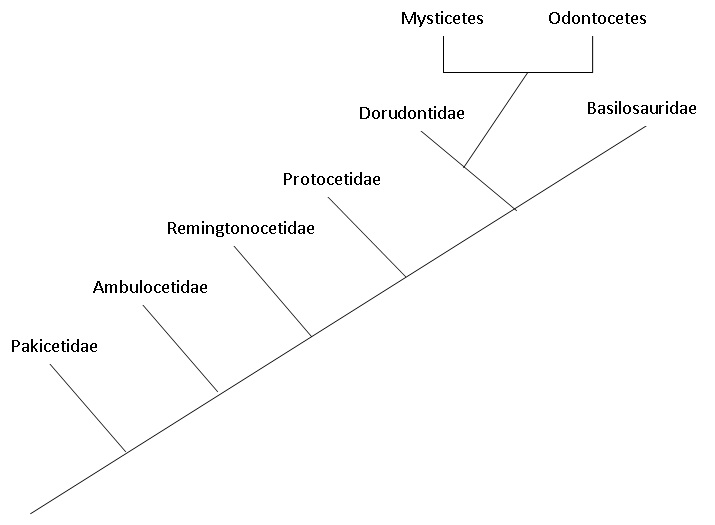
Esquema filogenético mostrando as relações entre famílias de cetáceos.

A evolução dos cetáceos (baleias, golfinhos e toninhas, entre outros mamíferos marinhos) reflete as origens desta ordem animal, que teria segundo a ciência início em antepassados mamíferos terrestres. 
Os indícios das suas origens em terra seca na atual morfologia incluem, entre outros, a necessidade de captar ar da superfície, a estrutura esquelética das suas barbatanas, com semelhanças a membros de mamíferos terrestres, e o movimento ondulatório vertical da sua coluna vertebral, análogo ao de um animal quadrúpede que corre, em contraposição ao movimento ondulatório horizontal dos peixes quando nadam.
A questão quanto à forma como um grupo de mamíferos terrestres teria se adaptado à vida aquática manteve-se sem resposta até que, em finais da década de 1970, no Paquistão, foram realizadas importantes descobertas que revelaram diversos estágios de transição dos cetáceos de animais terrestres para aquáticos, em camadas geológicas que remontam ao antigo Mar de Tétis.

## Primeiros antepassados
A teoria tradicional quanto à evolução dos cetáceos propunha que as baleias estivessem relacionadas com os mesoniquídeos, uma ordem extinta de ungulados carnívoros que se assemelhariam a lobos com cascos e que constituía um grupo irmão dos artiodátilos. Esta teoria fundamentou-se inicialmente nas semelhanças entre os dentes triangulares pouco usuais dos mesoniquídeos e os das baleias. Contudo, estudos mais recentes de filogenia molecular indicam que as baleias estão mais proximamente relacionadas com os artiodátilos, tendo os hipopótamos como grupo não extinto mais proximamente aparentado. Contudo, os primeiros antracoterídeos, antepassados dos hipopótamos, não aparecem no registo fóssil até ao Eoceno Médio, milhões de anos depois do aparecimento do género Pakicetus, o primeiro antepassado "exclusivo" dos cetáceos, que aparece no início do Eoceno, o que significa que os dois grupos terão divergido muito antes do Eoceno.
Os dados moleculares são apoiados pela recente descoberta de fósseis de Pakicetus, a mais antiga das protobaleias. Os esqueletos de Pakicetus mostram que as baleias não tiveram origem direta nos mesoniquídeos. Pelo contrário, as baleias eram artiodátilos que passaram a viver em meio aquático pouco depois dos artiodátilos terem divergido dos mesoniquídeos. As protobaleias mantiveram alguns aspetos da sua ascendência mesoniquídia (como dentição triangular) que já não se mantêm nos modernos artiodátilos. Uma inferência interessante é que os mais antigos antepassados de todos os animais com casco seriam, pelo menos parcialmente, carnívoros ou necrófagos. Os artiodátilos atuais e os perissodátilos tornaram-se herbívoros mais tarde na sua evolução. Por contraste, as baleias mantiveram a sua dieta carnívora, já que tinham presas maior disponibilidade de presas e necessitavam de maior conteúdo calórico na sua alimentação, de md a viver como animais de temperatura constante marinhos. Os mesoniquídeos tornaram-se também carnívoros especializados, mas esta era uma desvantagem em termos evolutivos, já que as grandes presas não eram ainda comuns. Terá sido por esta razão que foram facilmente suplantados por outros animais mais adaptados, como os creodontes e posteriores carnívoros que preencheram a lacuna ecológica deixada pelos dinossauros.

## Indohyus
Indohyus foi um género de animal semelhante aos trágulos que existiu há cerca de 48 milhões de anos na região atualmente conhecida como Caxemira. Pertence à família de artiodátilos Raoellidae, e pensa-se que seja o grupo irmão mais próximo dos Cetacea. Com um tamanho semelhante ao de um gato doméstico, este animal herbívoro partilhava algumas caraterísticas com as atuais baleias, nomeadamente o involucrum, um padrão de crescimento ósseo, que constitui a chave de diagnóstico de qualquer cetáceo, não se encontrando em outras quaisquer espécies. Há ainda sinais de adaptações à vida aquática, incluindo um revestimento exterior espesso e pesado e ossos densos dos membros, de modo a reduzir a flutuabilidade, de modo a permanecerem imersos, constituindo adaptações semelhantes às de animais atuais, como os hipopótamos.Isto sugere uma estratégia semelhante à dos trágulos africanos ou dos corsos-purema que, sob ameaça de uma ave de rapina, mergulham, escondendo-se da superfície por tempos que chegam a atingir os quatro minutos.

## Pakicetidae

### Geral
Os paquicetídeos são mamíferos ungulígrados, que se julga constituírem os primeiros exemplares conhecidos de espécies de baleia, sendo o género Indohyus o seu mais próximo grupo irmão. Viveram no Eoceno inicial, há cerca de 50 milhões de anos. Os seus fósseis foram descobertos pela primeira vez no norte do Paquistão em 1979, junto a um rio não muito afastado das margens do antigo Mar de Tétis. Depois da descoberta inicial, foram descobertos mais fósseis, principalmente nos depósitos fluviais que se estendem do Eoceno inicial ao Eoceno tardio no norte do Paquistão e noroeste indiano. Com base nesta descoberta, pensa-se que os paquicetídeos tenham vivido, provavelmente, em ambiente árido com cursos de água efémeros e leitos de cheia moderadamente desenvolvidos há milhões de anos. Devido a análises recorrendo a isótopos estáveis de oxigénio, está demonstrado que bebiam água corrente. A sua dieta incluía provavelmente animais terrestres que se aproximavam da água para beber ou alguns organismos aquáticos de água corrente fluvial. As vértebras cervicais alongadas e as quatro vértebras sacrais fundidas são consistentes com as dos Artiodactyla, o que torna os Pakicetidae um dos mais antigos fósseis recuperados do período posterior à divergência evolutiva dos Cetáceos/Artiodátilos.